# Сільце (станція)
Сільце — тупикова вантажна станція 5-го класу Козятинської дирекції Південно-Західної залізниці на відгалуженній від станції Кривин з лінії Шепетівка — Здолбунів (за 6,2 км). Розташована поблизу міста Нетішин Шепетівського району Хмельницької області. 
Станція здійснює вантажні операції і обслуговує Хмельницьку атомну електростанцію, до якої примикає під'їзна залізнична колія. Пасажирське сполучення по станції відсутнє.

## Історія
Станція відкрита у 1981 році під час будівництва Хмельницької АЕС, поблизу колишнього села Сільце, від якого станція і отримала назву.